# Vlag van Sainte-Ode
De vlag van Sainte-Ode is op 25 september 2014 bij raadsbesluit vastgesteld als de vlag van de gemeente Sainte-Ode in de Belgische provincie Luxemburg. De vlag kan als volgt worden beschreven:
Gevierendeeld met wit en blauw.
De vlag is hierdoor gelijk aan het wapen van Sainte-Ode, zonder de wapenfiguren.
Na validering op 5 september 2014 door de Raad van Heraldiek en Vexillologie, is voorgeschreven bij een besluit aangenomen op 10 december 2014 door de Franse Gemeenschap en bekendgemaakt op 2 februari 2015 in het Belgisch Staatsblad.

## Eerdere vlag
Volgens het gemeentebestuur gebruikte Saint-Ode vroeger een onofficiële witte vlag met het gemeentewapen in het midden.

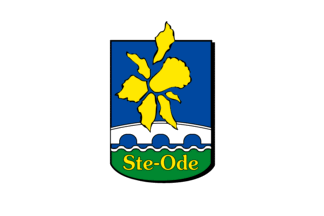
Voormalige onofficiële vlag

Aarlen · Attert · Aubange · Bastenaken · Bertrix · Bouillon · Chiny · Daverdisse · Durbuy · Érezée · Étalle · Fauvillers · Florenville · Gouvy · Habay · Herbeumont · Hotton · Houffalize · La Roche-en-Ardenne · Léglise · Libin · Libramont-Chevigny · Manhay · Marche-en-Famenne · Martelange · Meix-devant-Virton · Messancy · Musson · Nassogne · Neufchâteau · Paliseul · Rendeux · Rouvroy · Saint-Hubert · Saint-Léger · Sainte-Ode · Tellin · Tenneville · Tintigny · Vaux-sur-Sûre · Vielsalm · Virton · Wellin

Voormalige gemeentevlaggen: Bertogne